# 카파간 카간
카파간 카간(고대 튀르크어: 𐰴𐰯𐰍𐰣 𐰴𐰍𐰣 Qapaγan qaγan, 생년 미상 ~ 716년) 혹은 묵철가한(默啜可汗)은 돌궐 제2제국 제2대 카간으로, 휘는 아쉬나 쿠이(阿史那瓌)이다. 젊었을 때 소지방 장관인 뵈귀초르(Bögü-Çor, 고대 튀르크어 𐰋𐰇𐰏)를 지냈는데, ‘뵈귀’는 ‘지혜롭다’라는 뜻이다. 이는 한자어로 묵철(默啜)이라고 음차되었다. 형 일테리쉬 카간(Ilterish Qaghan)의 통치 시기에는 ‘뵈귀 초르 샤드(Bögü Chor Shad)’라는 이름을 사용했다. 바인 촉토 비문(Bain Tsokto inscription)에는 ‘뵈귀 카간(Bögü Qaghan)’이라고 기록되었다. 돌궐의 분파 아쉬나씨 출신으로 해족, 거란족 등을 정벌하고 서역 교통로를 차지, 다시 번영을 이룩했다. 691년 형이 죽었을 때 조카가 어리다는 핑계로 카간 자리를 빼앗았다. 카파간은 693년 영주(靈州) 정벌을 시작으로  당나라 영주를 8차례 공격하여 폐허로 만들었다. 이후 698년에 당나라의 위주, 정주, 병주, 유주, 조주(趙州)를 30차례 기습하였고 톤유쿡과 빌게가 직접 당나라를 정벌하여 양쯔강에서 산둥 반도에 이르는 23개 지역을 폐허로 만들었다.
카파간 카간은 토쿠즈 오구즈를 정벌하던 도중 전사했다. 카파간이 죽은 후 퀼테긴과 톤유쿡이 쿠데타를 일으켜 카파간 카간의 아들 이넬 카간을 죽이고 빌게를 카간으로 추대했다.

## 카파간 카간이 등장한 작품
- 《대조영》(KBS, 2006년~2007년, 배우:강재일)